# Copidita litoralis
Copidita litoralis là một loài bọ cánh cứng trong họ Oedemeridae. Loài này được Lea miêu tả khoa học năm 1908.